# Zhang Bao (Shu Han)
|  | Pel líder revoltat dels Mocadors Grocs, vegeu Zhang Bao (Turbant Groc). |

En aquest nom xinès, el cognom és Zhang.
Zhang Bao va ser el fill major de Zhang Fei, un general que va servir al senyor de la guerra Liu Bei durant els períodes de la tardana Dinastia Han Oriental i els Tres Regnes de la història xinesa. N'hi ha poca informació sobre el personatge històric, els Registres dels Tres Regnes de Chen Shou es limiten a dir que va morir molt prompte. Zhang Bao, això no obstant, apareix com un personatge prou important en la novel·la històrica el Romanç dels Tres Regnes de Luo Guanzhong.

## En la ficció
La primera aparició de Zhang Bao dins de la novel·la és per informar a Liu Bei de l'assassinat del seu pare. Va ser durant aquesta època que va conèixer Guan Xing, el segon fill de Guan Yu, amb qui va disputar la posició de líder de la rereguarda. A prop d'arribar a les mans, els dos joves van ser detinguts per Liu Bei i es van veure obligats a jurar germanor entre si. Els dos van ser representats junts amb regularitat a partir d'aquest moment.
Zhang Bao va participar en diverses campanyes militars, incloent la desastrosa invasió de Liu Bei de Wu Oriental i Expedicions del Nord de Zhuge Liang contra Cao Wei. En la tercera campanya, Zhang Bao va caure per un barranc mentre perseguia els generals Guo Huai i Sun Li, i va morir de les lesions resultants. Quan Zhuge Liang sentí de la mort de Zhang Bao, ell es va disgustar molt, fins i tot desmaiant-se i escopint sang, cosa que serviria com a preludi de la seva pròpia mort final causada per l'excés de treball i la mala salut.
Zhang Bao va tenir un sol fill conegut, Zhang Zun que va morir juntament amb Huang Chong i Li Qiu mentre defenien a Mian Zhu de l'exèrcit de Wei.